# Anatra DE
L'Anatra DE est un prototype de bombardier moyen trimoteur russe de la Première Guerre mondiale.
Cet appareil biplan quadriplace trimoteur fut conçu à partir d’une idée originale : utiliser les trois moteurs pour atteindre l’objectif (autonomie de 3,5 heures), et rejoindre son point de départ et utilisant uniquement le moteur central, l’appareil étant allégé de ses bombes et d’une partie non négligeable du carburant. Il s’agissait d’un biplan à ailes égales non décalées. Le fuselage comprenait un moteur Salmson de 140 ch à l’avant, puis le poste du pilote et le poste du mitrailleur arrière. Les moteurs latéraux, des Le Rhône 80 ch, étaient montés à l’arrière de nacelles d’entreplan, entraînant des hélices propulsives. À l’avant de chaque nacelle était installé un poste de mitrailleur et sous les nacelles on trouvait de chaque côté du fuselage 2 roues de gros diamètre, le train d’atterrissage étant complété par une béquille arrière très longue.
Le prototype, qui accusait 327 kg de trop sur la balance, effectua son premier vol le 23 juin 1916. À l’atterrissage le patin arrière se brisa, endommageant le fuselage arrière et les hélices des moteurs latéraux. Le trimoteur avait besoin à l’évidence de modifications, il fut donc abandonné.